# Propanoato de calcio
El propanoato o propionato de calcio es una sal cálcica del ácido propanoico, de fórmula Ca(C2H5COO)2.

## Usos
Como aditivo alimentario, el propanoato de calcio está recogido en el Codex Alimentarius con el código E-282. Se utiliza como conservante en una gran variedad de productos, entre los que se encuentran los productos de panadería y bollería, la carne procesada, el suero de leche y otros lácteos. En la ganadería, se utiliza para prevenir la fiebre de la leche en las vacas y como suplemento alimentario. Los propanoatos evitan que los microbios produzcan la energía que necesitan, al igual que los benzoatos. Sin embargo, a diferencia de los benzoatos, los propanoatos no requieren un entorno ácido.
El propanoato de calcio se emplea en productos de panadería como inhibidor de moho. La contaminación por moho es un serio problema para los panaderos, ya que las condiciones que se suelen encontrar en el horneado presentan condiciones casi óptimas para el crecimiento del moho.
Finalmente, también tiene aplicaciones como pesticida.

## Efectos en el comportamiento
Se ha encontrado un vínculo débil entre el propanoato de calcio y la irritabilidad, falta de atención y molestias en el sueño de los niños. The Ecologist Online lo vincula a las reacciones alérgicas presentes en los trabajadores de las panaderías.

## Seguridad en alimentos
Algunos estudios en humanos, han sugerido que el consumo de propionato de calcio esta relacionado con cierta resistencia a la insulina y aumento en el IMC (Índice de Masa Corporal). En un estudio de doble ciego, administraron dosis de propionato de calcio a un grupo de humanos, equivalentes a las cantidades que regularmente se pueden ingerir en alimentos que han sido adicionados con este compuesto. El grupo se dividió en dos, a una parte se le suministró la dosis y al otro en forma de placebo; lo que mostró la prueba, fue un aumento postprandial del glucagón en el plasma, noradrenalina y FABP4 (proteína 4 de unión a ácidos grasos) lo que condujo a resistencia a la insulina e hiperinsulinemia compensatoria.